# Joseph-Armand Bombardier
Joseph-Armand Bombardier (16 tháng 4 năm 1907  18 tháng 2 năm 1964) là nhà phát minh người Canada và nhà doanh nghiệp, người phát minh ra xe trượt tuyết (snowmobile) và người thành lập công ty Bombardier. Ông tạo ra mẫu hình đầu tiên năm ông 15 tuổi.
Ông bắt đầu bằng việc mở một gargage ở Valcourt, một thành phố nhỏ phía đông-nam của Montréal, năm 1926, sửa xe hơi và bán xăng trong các mùa không có tuyết, và bắt đầu có kế hoạch xây dựng kế hoạch xây dựng xe trượt tuyết trong mùa tuyết đầy. Trước Thế chiến thứ 2 và suốt trong thập niên 1940, chính quyền Québec không cho xe dọn tuyết xung quanh các đường ngoại ô Valcourt và các tỉnh lân cận. Người dân địa phương cất các xe hơi và các xe tải nhẹ của họ mà dùng đến xe ngựa kéo khi các xe tải lớn không có. Các cơn tuyết lớn đã làm cho bác sĩ không thể thăm bệnh nhân cũng như người có công việc quan trọng không thể làm gì trong khu vực, Bombardier xem đó là một thách thức.
Phần lớn Bombardier tự học, sửa chữa đồ, đọc sách và ghi chú. Ông là thiên tài về cơ khí và có tham vọng làm cho các tháng mùa đông trở nên dễ dàng di chuyển như các mùa khác. Xe trượt tuyết đầu tiên trong tuổi thiếu niên của ông là một thiết bị trượt bề mặt với máy đẩy.

## Tiểu sử và quá trình hoạt động
Joseph Armand Bombardier sinh ra ở Valcourt, từ năm 16 tháng 4 năm 1907 đến 18 tháng 2 năm 1964. Ông là nhà phát minh người Québec. Sang chế được nhiều máy móc và nhất là ông là người cho ra đời chiếc xe mô tô trượt tuyết đầu tiên.
Joseph sinh ra trong 1 gia đình đông đúc tại thành phố ValCourt, thuộc tiểu bang Québec. Các an hem trong gia đình đã giúp ông điều hành công ty. Nhờ vậy, ông đã có thời gian tập trung trong công việc nghiên cứu và phát minh.
19 tuổi, Ông tự tay mở xưởng xe, nơi đây, vào mùa hè, ông sửa chữa xe hơi và bán xăng lẻ. Mùa đông, ông nghĩ ra một ý tưởng làm thế nào để có một chiếc xe đặc biệt có khả năng đi trên tuyết một cách dễ dàng.
Trước năm 1948, mùa đông chính phủ Québec không dọn tuyết trên các con đường của những thành phố nhỏ. Vì thế, cứ đến mùa đông, người ta hay thấy cảnh người dân phải để xe hơi của họ trong nhà vì không thể di chuyển được khi gặp thời tiết xấu. Các bác sĩ gia đình, cũng như những ai cần phải di chuyển một cách nhanh chóng, không thể đi lại một cách dễ dàng chỗ họ muốn được. 
Trong một cơn bão tuyết mùa đông, Bombardier mất đi một người con trai vì anh ta không thể đi bệnh viện khi tiết trời rất xấu. Sự kiện buồn này, lại càng là nguồn động viên cho Bombardier về ý tưởng phát minh của mình.
Bombardier đa phần đã tự học một mình, ông tự học đọc, tự học viết và tự tìm tòi sửa chữa những gì mà ông có thể trong quá trình mở xưởng.
Luôn có niềm đam mê một ngày nào đó có thể phát minh chiếc máy mà ông dự kiến. Mùa đông năm 1936- 1937, Bombardier bán những chiếc xe đi tuyết đầu tiên với tên sản phẩm là: B7. B tức Bombardier và 7 có nghĩa là 7 chỗ ngồi.
B7 đã đăng kí độc quyền sáng chế tên Barbotin-Chenille(năm 1937). Sáng kiến mới của Bombardier là ở chỗ: ông tạo ra một hệ thống khớp rằng được bao bọc bởi cao su đặc biệt, kết hợp với bộ dây xích tạo sự liên kết chắc chắn cho bánh xe, để chúng có thể chuyển động trong bão tuyết một cách dễ dàng. Hệ thống này của Bombardier là một hệ thống hiệu quả nhất so với những phát minh khác có thể sáng chế cùng thời, như các phát minh sử dụng dây xích bằng kim loại.
Năm 1940, ông mở xí nghiệp đầu tiên với sức bán là 200 sản phẩm/ 1 năm.
B7 là một thành tựu, nhưng vẫn chưa đủ đối với nhà phát minh.
Trong khi tìm tòi để cải thiện B7, Bombardier nhận thấy rằng khi bánh xe quay, thỉnh thoảng vẫn có tuyết tích tụ trong bánh xe.
Vì vậy, năm 1941, Bombardier đã cho ra đời chiếc B12. Chiếc này có thể vận chuyển được đến 12 người.
Sản phẩm này ngày càng bán chạy, cho đến khi chiến tranh thế giới xảy ra tại canada.
Trong chiến tranh, Bombardier ngừng sản xuất cho các đơn vị cá thể, mà ông cung cấp dịch vụ và sản phẩm của mình cho quân đội nhà nước canada và các nước đồng minh.
Sau năm 1948, chính phủ Québec quyết định dọn tuyết thông đường trên các thành phố nhỏ khi mùa đông về. Vì đường thông thoáng, ít ai gặp khó khăn khi đi lại.Bombardier đã mất rất nhiều khách hàng. Ông quyết định xoay sang sản xuất phương tiện vận chuyển khác như phương tiện vận chuyển đường thủy và đường bộ… Thời ấy, Muskeg là phương tiện vận tải nặng được biết đến trong ngành lâm nghiệp.
Không hài lòng với nhà cung cấp cao su cho bánh xe của Muskeg, Bombardier bắt đầu sản xuất sản phẩm cho riêng công ty ông. Nhờ vào đấy, trên đường tìm tòi phát minh sản phẩm cao su cho bánh xe của mình, ông đã sáng chế ra chiếc mô tô đi trên tuyết do 1 hoặc 2 người điều khiển.
Thời gian đầu, sản phẩm bán ra còn thấp, khoảng 200 chiếc mỗi năm. Nhưng sau khi ông mất năm 1964, sức bán tiếp tục tăng và lên đến 8200 chiếc hàng năm.
Ngày nay, Bombardier là 1 hãng công ty lớn có tiếng ở canada về lĩnh vực chuyên chở như sản xuất máy bay, tàu thủy, xe đi tuyết, xe lửa..v..v…

## Tôn vinh
- Một đại lộ của thành phố Montréal tên là Joseph Armand Bombardier.
- Ngày 11 tháng 9 năm 1971, một viện bảo tàng được khánh thành ở Valcourt nơi ông sinh ra và lấy tên của nhà phát minh này
- Đầu năm 1990, Bombardier được bầu làm nhà khoa học giải Panthéon
- Tháng 3 năm 2000., chính phủ canada đã chọn một trong số các tem bưu điện có tên nhà bác học này.
- Ngày 28 tháng 9 năm 2004, đường cao tốc số 55 mang tên Joseph Armand Bombardier.